# Цибуліно (Кошалінський повіт)
Цибуліно (пол. Cybulino, нім. Zeblin) — село в Польщі, у гміні Боболиці Кошалінського повіту Західнопоморського воєводства.
У 1975-1998 роках село належало до Кошалінського воєводства.